# Peter Groche
Peter Groche (* 1961 in Marl) ist ein deutscher Ingenieurwissenschaftler und Hochschullehrer. Er leitet das Institut für Produktionstechnik und Umformmaschinen (PtU) an der Technischen Universität Darmstadt.

## Leben und Wirken
Groche absolvierte von 1980 bis 1986 ein Maschinenbaustudium an der Technischen Universität Braunschweig. Anschließend war er am Institut für Umformtechnik und Umformmaschinen (IFUM) an der Leibniz-Universität Hannover tätig, wo er begann, sich wissenschaftlich mit Themen der Blechumformung zu befassen. Dort wurde er 1990 mit einer Arbeit zu Versagenskriterien in der Blechumformung unter dem Titel Bruchkriterien für die Blechumformung promoviert. Anschließend wechselte er in die Automobilzulieferindustrie, wo er bei den Firmen Keiper Recaro und Lear Corporation tätig war.
Im September 1999 wurde Groche in Nachfolge von Dieter Schmoeckel zum Professor an die Fakultät Maschinenbau der Technische Universität Darmstadt berufen, wo er seitdem das PtU leitet. Seine Forschungsschwerpunkte sind das Walz- und Spaltprofilieren, tribologische Untersuchungen sowie die Untersuchung von Prozessketten und Anlagen in der Blech- und Massivumformung. Mit seinem Institut veranstaltet er regelmäßig wissenschaftliche Tagungen wie das Umformtechnische Kolloquium Darmstadt, das Forum tribologische Entwicklungen in der Blechumformung oder die Fachtagung Walzprofilieren. 
Groche ist Mitglied der Deutschen Akademie der Technikwissenschaften (acatech).